# Richard Friedrich zu Dohna-Schlobitten
Richard Friedrich Burggraf und Graf zu Dohna-Schlobitten (* 6. April 1807 in Königsberg; † 12. Juli 1894 in Schlobitten) war ein preußischer Gutsbesitzer und Politiker.

## Familie
Richard Friedrich zu Dohna-Schlobitten entstammte einer Linie der weitverzweigten und in Ostpreußen begüterten Adelsfamilie Dohna, die von dem kurbrandenburgischen Feldmarschall Alexander zu Dohna-Schlobitten begründet wurde und der das Majorat, seit 1840 Grafschaft, Dohna-Schlobitten gehörte.
Richard Friedrich zu Dohna-Schlobitten heiratete 1835 Gräfin Mathilde Truchsess zu Waldburg (1813–1858). Das Paar hatte mehrere Kinder:
- Richard Wilhelm Ludwig (* 17. August 1843; † 21. August 1916) (ab 1900 Fürst zu Dohna-Schlobitten) ⚭ 1868 Amelie zu Dohna-Schlodien (* 1. November 1837; † 18. August 1906)
- Eberhard Friedrich Ludwig (* 11. August 1846; † 2. Juli 1905) ⚭ 1874  Gräfin Elisabeth von Kanitz (* 11. März 1851; † 26. November 1936)
- Manfred Carl Ludwig (* 3. August 1848; † 20. Januar 1868)
- Antonia Amalie Marie (* 10. Juni 1836; † 24. September 1897) ⚭ 1856 Graf Anton Johannes von Saurma-Jeltsch (* 23. Januar 1832; † 24. März 1891)

## Leben
Dohna studierte an der Ruprecht-Karls-Universität Heidelberg Rechts- und Kameralwissenschaft. 1827 wurde er Mitglied des Corps Guestphalia Heidelberg. Er trat nach dem Studium in den preußischen diplomatischen Dienst und war von 1835 bis 1847 Legationsrat bei den Gesandtschaften in Turin und Brüssel. Bald nachdem er 1845 das väterliche Majorat geerbt hatte, schied er aus dem Staatsdienst aus und widmete sich der Verwaltung der Grafschaft und der Güter.
1847 erhielt Dohna einen Sitz in der Herrenkurie des Ersten Vereinigten Landtags. 1850 gehörte er dem Staatenhaus des Erfurter Unionsparlaments an. 1852 wurde er in die Zweite Kammer gewählt. Schließlich nahm er 1856 den erblichen Sitz im Preußischen Herrenhaus, der mit dem Besitz der Grafschaft Dohna-Schlobitten verbunden war, ein.
Ebenfalls 1856 erhielt Dohna-Schlobitten den Rechtsritterschlag und damit die Aufnahme in den Johanniterorden sowie sogleich die Bestätigung zum Kommendator für die Provinzialgenossenschaft Preußen.
Von 1867 bis 1879 bekleidete er die zeremonielle Funktion eines Obermarschalls im Königreich Preußen, seit 1879 war er als Landhofmeister berufen, der für die Beherbergung des Königs verantwortlich war, wenn dieser in Ostpreußen weilte. 1887 erhielt er den Schwarzen Adlerorden.